# インド亜大陸

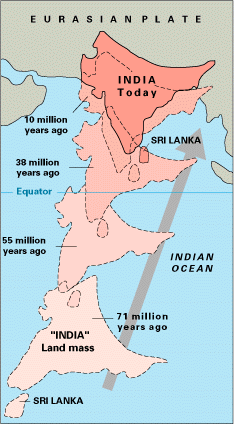
インド亜大陸と北辺のヒマラヤ山脈は、インドプレートとユーラシアプレートの衝突の結果である（濃いピンク色の部分が現代のインド亜大陸）。

インド亜大陸（インドあたいりく、ヒンディー語: भारतीय उपमहाद्वीप、英語: Indian subcontinent）またはインド半島（インドはんとう）は、南アジアのインド・バングラデシュ・パキスタン・ネパール・ブータンなどの国々を含む亜大陸・半島。アルフレート・ヴェーゲナーの大陸移動説によると、パンゲア大陸からインド大陸が分離・移動しユーラシア大陸に衝突したためにヒマラヤ山脈が隆起したとされる。現在もインド亜大陸は北上し続けている。マダガスカル島との動植物の類似から、一時はレムリア大陸説が唱えられたが、現在はパンゲア大陸で同島と同じ地域にあったという説が有力。気候は雨季と乾季を持つ。